# Гай Веллей Патеркул
Гай Ве́ллей Па́теркул (лат. Gaius Velleus Paterculus, 19 до н. е. — 31 н. е.) — римський історик періоду Ранньої Римської імперії. Його твір «Римська історія» («Historiae Romanae libri II») охоплює період від Троянської війни до смерті Лівія у 29 р. і є особливо цінним джерелом періоду від смерті Юлія Цезаря до смерті Августа. У першій книзі події викладаються коротко, і дійшла вона до нас в одних уривках. У другій, що стосується подій більш близького часу, розповідь ведеться докладніше, і тому вона становить цінне джерело. До кінця першої книги докладено щось на кшталт нарису історії грецької та римської літератури.

## Біографія

### Проблема імені
Майбутній історик народився в родині префекта кінноти Веллея Патеркула. Його особисте ім'я є проблемою. Граматик Присціан називає історика Марком. У кодексі «M» він носить ім'я «Гай», яке відтворює Беат Ренан на обкладинці першого видання праці Веллея, але на фронтисписі він названий Публієм. Це дивне протиріччя пояснюють тим, що скорочення «C.» містилося в кодексі, відкритому Ренаном, а «P.», тобто Публій, — ім'я, яке носив історик, на думку самого Ренана. На даний час історики схиляються до думки, що Веллея Патеркула, так само, як його діда, звали Гаєм. Це ж ім'я зустрічається на Мілевому стовпі з Африки, де згадується C. Velleius Paterculus leg. Aug., хоча це й не означає, що в написі йде мова про нашого історика. Швидше за все, це один з його синів.

### Походження та родина
Найважливішим джерелом вивчення біографії Веллея є його «Історія Риму». З неї ми дізнаємося, що його родина належала до стану вершників. Предки історика прийшли з Капуї до Кампанії, і згодом подружилися там з могутнім аристократичним родом Клавдія Нерона.
Дід Патеркула Гай Веллей був префектом в армії Помпея Великого, а потім у Марка Брута. У 42 р. до н. е. його армія зазнала поразки в битві при Філіппах у Македонії від Марка Антонія та Октавіана. Веллей був, імовірно, присутнім там і згодом він почав тісно спілкуватися з Тиберієм Клавдієм Нероном. Протягом наступного року Нерон був залучений у війну, яку вели між собою Октавіан і друг Нерона Луцій Антоніус. Останній програв і Веллей, бачачи, що його положення в Кампанії під загрозою, наклав на себе руки.
Гай Веллей, батько історика, підтримував дружні стосунки з Октавіаном, який згодом став імператором і почав називати себе Августом. Веллей був керівником кавалерії, а згодом у 4 р. цей чин отримав і його син Патеркул. Про його дитинство та юність нам нічого не відомо, але враховуючи, що зазвичай цю посаду отримували десь у 25 років, ми можемо зробити висновок, що народився Гай Веллей Патеркул приблизно в 19 р. до н. е.

### Кар'єра
Протягом восьми або дев'яти років Веллей Патеркул займав посаду військового трибуна в римській армії у Фракії і Македонії. Його командиром був Публій Вініцій, губернатор Македонії і Фракії. Двоє чоловіків, обидва з Кампанії здружилися під час правління імператора Тіберія. Оскільки Патеркул стверджує, що бачив Босфор, то можливо, він служив у П'ятому Македонському легіоні, який був розміщений найближче до гирла річки.
У 1 р. до н. е. Патеркул упроводжував Гая Цезаря, онука імператора Августа, якого той назначив своїм наступником. Вони здійснили екскурсію через східні провінції, атакож до Понту.
Гай Цезар відвідав свого вітчима Тіберія, що жив на острові Родос, і цілком можливо, що Патеркул також зустрів цю людину. Він був присутній і коли Гай зустрів нового парфянского царя на острові в р. Євфрат(1 р.н. е.)
Цілком можливо, що Веллей також був присутній, коли Гай вторгся до Вірменії, але він не згадує його власну присутність в описі цієї події. Згодом Патеркул, коли Тіберій був між нижнім Рейном і Ельбою восени 4 р., він став наступником свого батька як командир кінноти. Армія зимували біля витоків Ліппи і у наступному році вона пройшла вздовж Ельби на такі відстані, на які ніразу ще римляни не добиралися.
У 6 р. Веллей Патеркул зайняв посаду квестора, що стало важливим кроком для його кар'єри. З цього моменту, він належав до сенату. Пройого діяльність на посаді сенатора нам нічого не відомо. Не виключено, що про це йшлося в тій частині, яка не дійшла до нас. Тепер, коли Німеччина була переможена, Тіберій мав вести щонайменше вісім легіонів проти царя Маробод у Чехії, але повстання в Паннонії і Далмації перешкоджає виконанню цього плану.
Патеркул був свідком того, як Тіберій придушив повстання в Паннонії і Далмації. У «Римській історії» він згадує багато подробиць цієї війни і кількох його товаришів. Він також був присутній, коли Тиберій вів відповідні кампанії в Німеччині, де повстали херуски в 9 р. Вони були переможені губернатором Публієм Квинтилієм у битві в Тевтобургському лісі.
У 14 р. Тіберій змінив Августа на посаді імператора, і кар'єра Веллея пішла вгору. У 15 р. він був претором разом зі своїм братом Магісом Целером Веліусом. Після цього він зникає з наших джерел. Можливо, він був губернатором провінції, або префектом, або може керував одним із легіонів.
Зникнувши з поля нашого зору як військовий і політичний діяч, Веллей Патеркул з'являється як людина, що працює над створенням історичного праці. Посвята двох книг історії консулу 30 р. М. Вініцію — останнє, що ми маємо, з автобіографічних відомостей про Патеркула.

### Смерть
Після 30 р. про Веллея Патеркула нічого невідомо. У 31 р. була розкрита змова Сеяна, що спричинила загибель не тільки його самого, а і його прихильників. Чи був Веллей Патеркул з ними? З тієї чи іншої причини традиції не донесла відомостей про загибель Веллея Патеркула. Але відсутність відомостей про Веллія найлогічніше пояснити його загибеллю в цей час.

## «Римська історія»

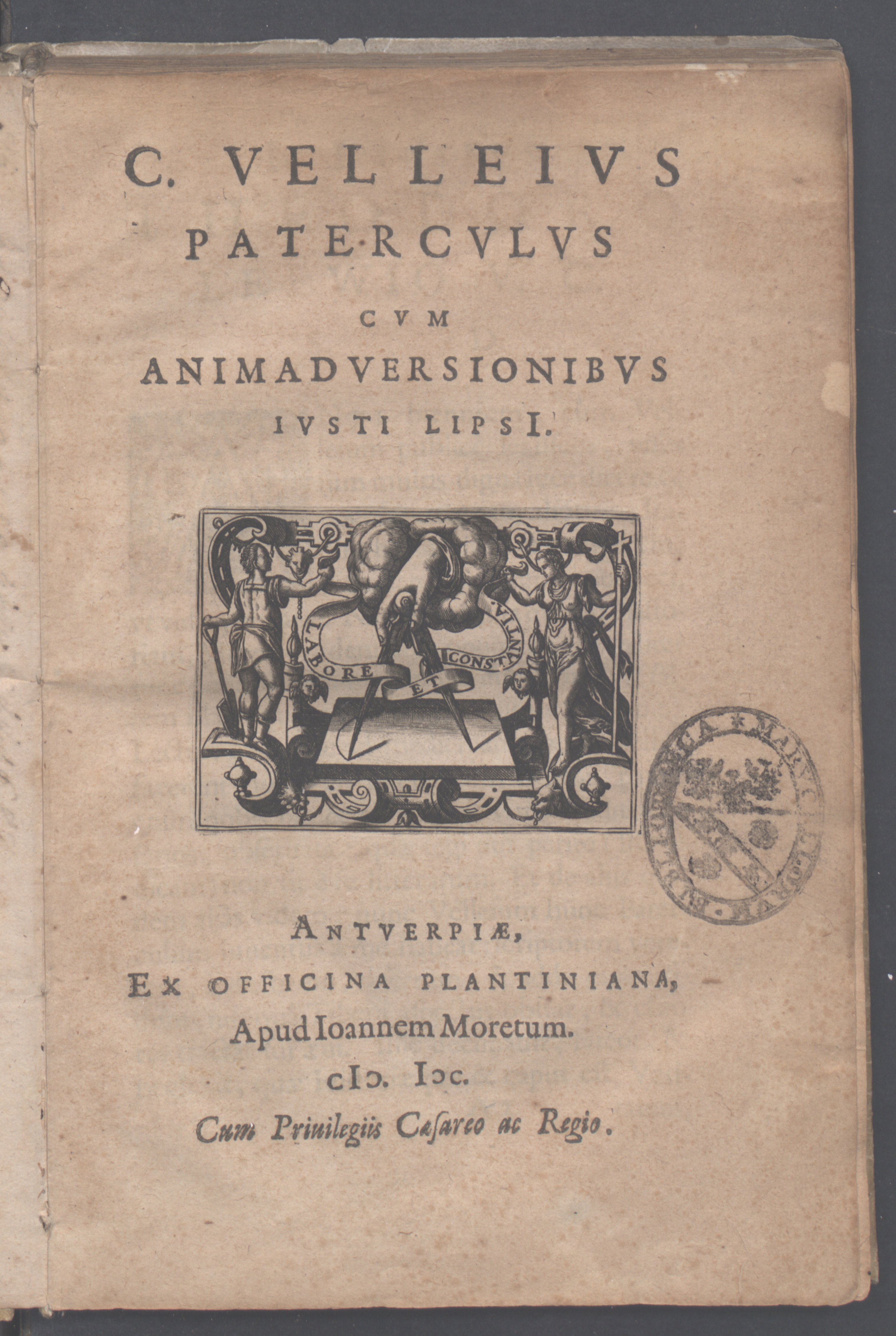
Historia romana, 1600

### Віднайдення тексту
У 1515 році рукопис «Римської історії» Веллея Патеркула був виявлений в абатстві Мурбах в Ельзасі вченим-гуманістом, який називав себе Беат Ренан, але чиє справжнє ім'я було Білд фон Райнау. П'ять років по тому він опублікував текст. Хоча оригінальний рукопис був втрачений ми знаємо, що він був написаний погано і містив багато помилок.
Ренан назвав текст «Римською історією» і, хоча багато вчених використовували цю назву до сих пір, це насправді трохи вводить в оману. Патеркул, звичайно, зосереджується на Римі, але він розглядає свою історію в більш широкому контексті і охоплює багато моментів зі світової історії.

### Короткий зміст книг
«Римська історія» присвячена консулу 30 р. Марку Вінніццю. У першій книзі автор розпочинає опис історії Риму від Троянської війни і закінчує 146 р. до н. е. руйнуванням Карфагена і Коринфа. У другій, що стосується подій ближчого часу, розповідь ведеться докладніше і закінчується вона описом правління Тіберія, тому, незважаючи на однобічність, що обумовлена суспільним становищем автора, вона становить цінне історичне джерело. Веллей також включив в книгу два історичних відступи: про римську колонізацію і про провінції.
1. книга І
[Передмова відсутня]
Події після Троянської війни; Гомер; заснування Карфагена; Гесіода; перші Олімпійські ігри; заснування Риму.
[Довгий лакун]
Рим перемагає Македонію; Рим втручається в справи Сирії і Єгипту; Ахейска війна; Третя Пунічна війна; відступ про заснування римських колоній.
2. книга ІІ
2.1 Корупція в Римі після падіння Карфагена; Римські поразки в Іспанії; Тиберій Гракх Семпроній; Нумантійська війна; Гай Гракх Семпроній; німецькі вторгнення; відомі оратори; громадянські війни; Мітрідатові війни; Сулла; Цінна; диктатура Сулли.
2.2 Піднесення Помпея Великого; Серторій; війна проти піратів; Лукулл; змова Катіліни; Помпей в порівнянні з Мітрідатом; відступ про римські провінції; Перший Тріумвірат; поразка Красса; Юлій Цезар завойовує Галію; Громадянська війна між Помпеєм і Цезарем; диктатура Цезаря; смерть Цезаря.
2.3 Затвердження Октавіана; Октавіан в порівнянні з Марком Антонієм; Другий Тріумвірат; Битва при Філліпах; самогубство Брута і Касія; війна Октавіана проти Секста Помпея; війна Марка Антонія проти Парфянской імперії; Клеопатра; морська битва при Акціумі; самогубство Марка Антонія і Клеопатри; Октавіан стає єдиним правителем; благословення його правління.
2.4 початок кар'єри Тіберія; підкорення Раетії; початок германських воєн; Гай Цезар на сході; його смерть; Тиберій призначив настпуником Августа; його німецькі війни; Тиберій пригнічує Паннонський і Далмаційський бунти; поразка в Тевтобургському лісі; каральні дії Тіберія; він стає імператором.
2.5 Благословення правління Тіберія; кілька успіхів; молитва до Юпітера, Марса і Вести за процвітання Імперії і здоров'я її правителя.